# Cienfuegos
Cienfuegos (český doslovný překlad je Sto ohňů) je město v centrální části Kuby, leží přibližně 230 km jihovýchodně od Havany na jižním pobřeží ostrova. Je hlavním městem stejnojmenné provincie Cienfuegos. V roce 2004 zde žilo 163 824 obyvatel. Od roku 2005 je historické centrum města zapsáno na seznam Světového dědictví UNESCO.

## Historie
Město bylo založeno v roce 1819 na břehu zátoky, která je s Karibským mořem spojená úzkým průlivem. Tato zátoka (Bahía de Cienfuegos) tvoří přírodní přístav chráněný před útoky pirátů a korzárů. Město založili především francouzští imigranti. Uspořádání ulic je ve městě přísně pravoúhlé. Široké a přímé ulice, promenády a parky dokumentují nové pojetí urbanismu měst Latinské Ameriky na začátku 19. století. Nejstarší stavby jsou postaveny v neoklasicistním stylu.

## Fotogalerie

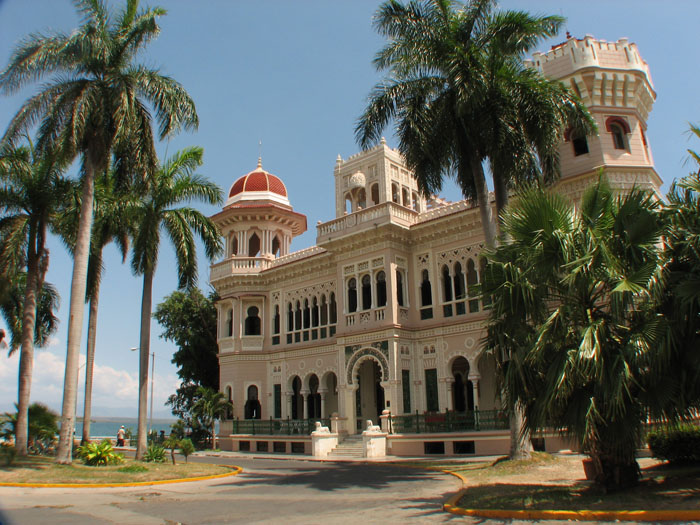
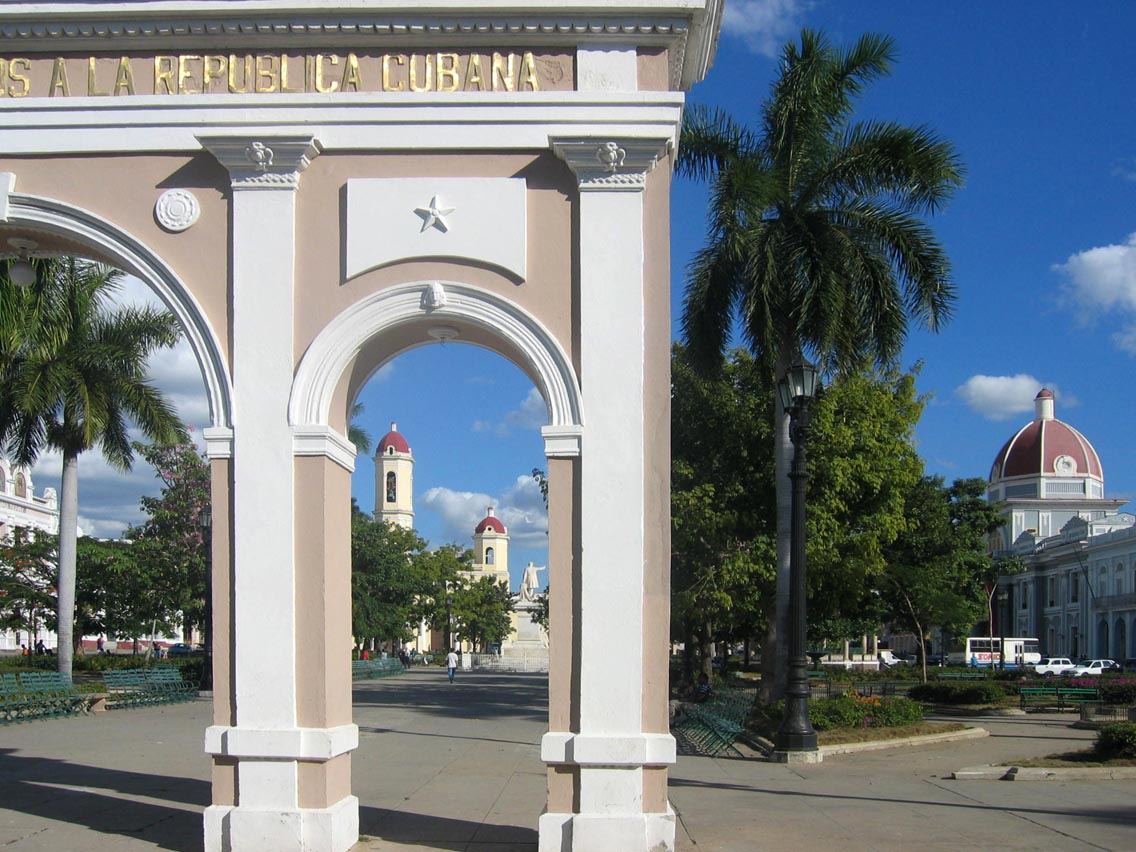
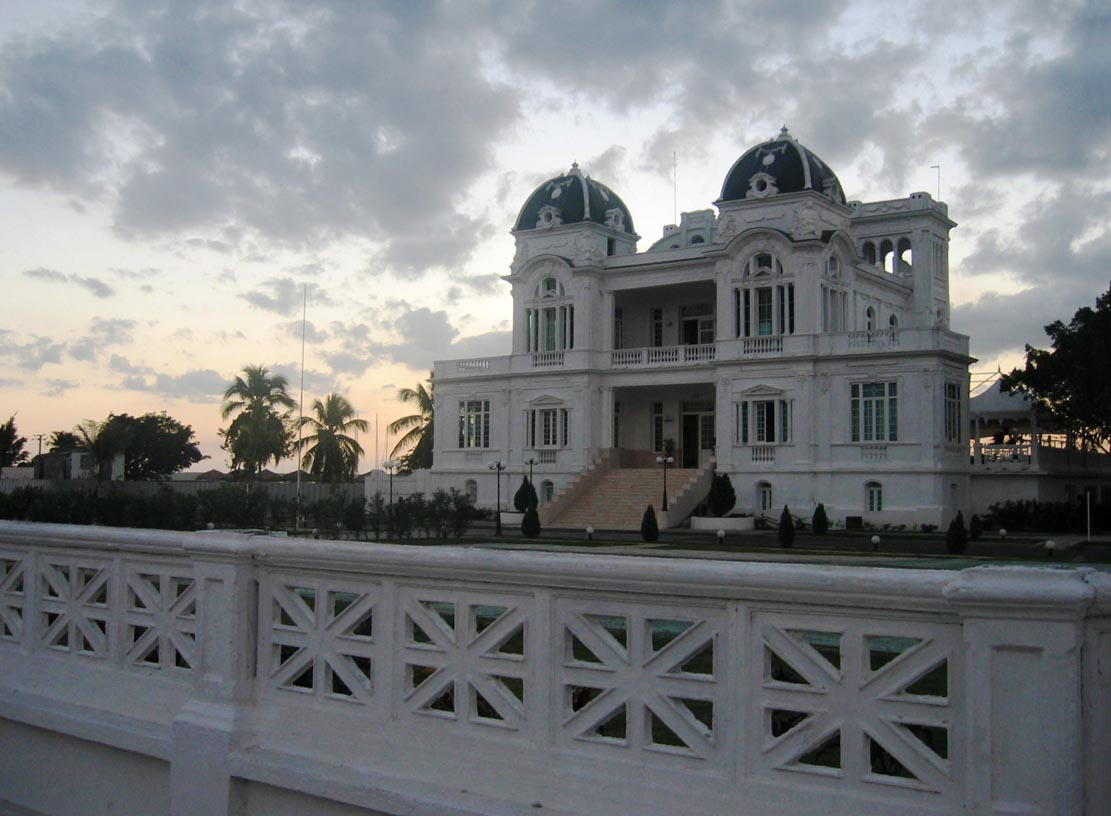
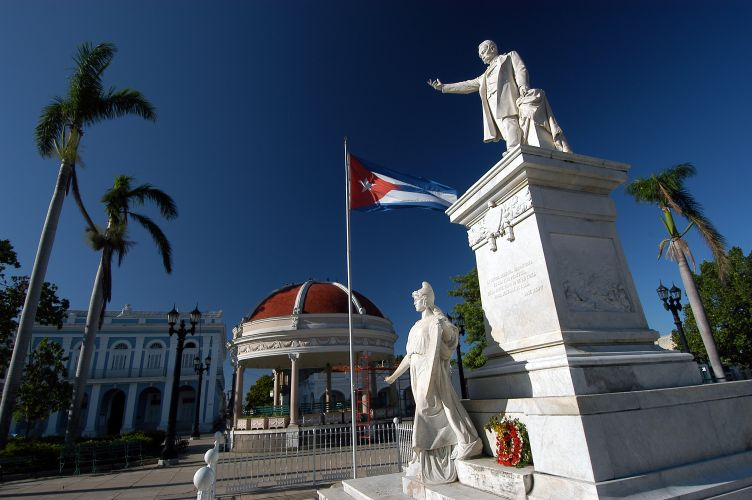
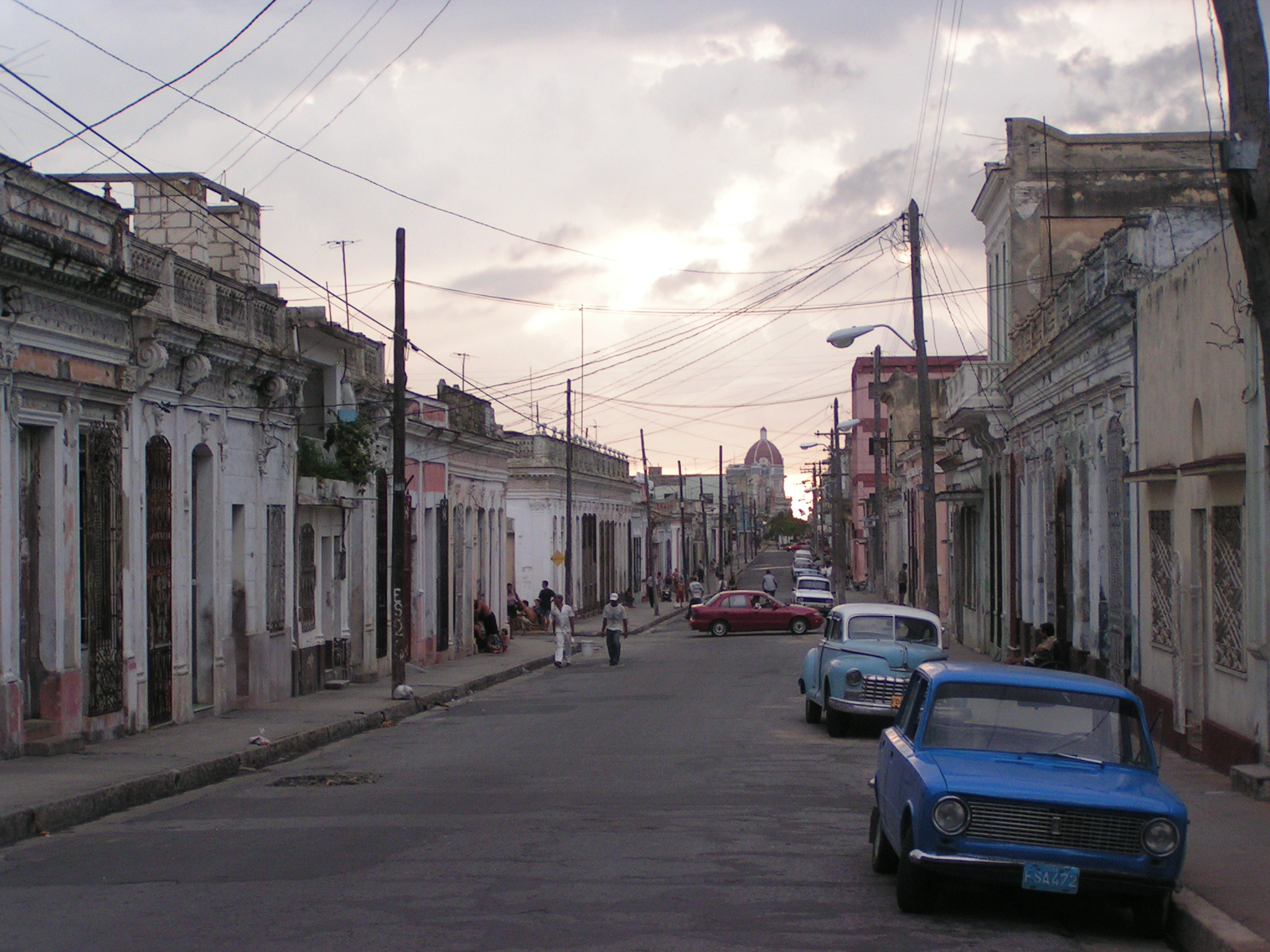
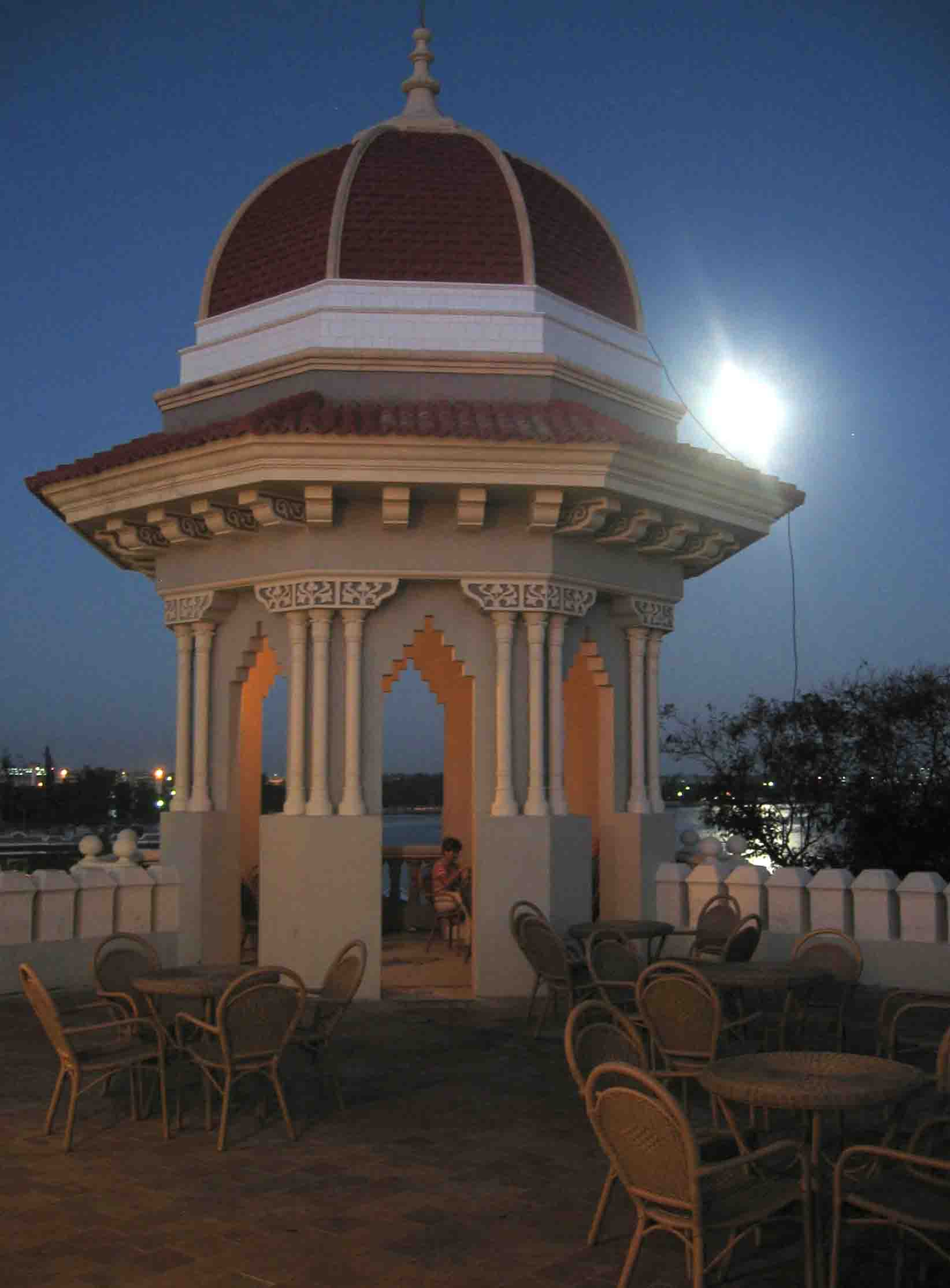
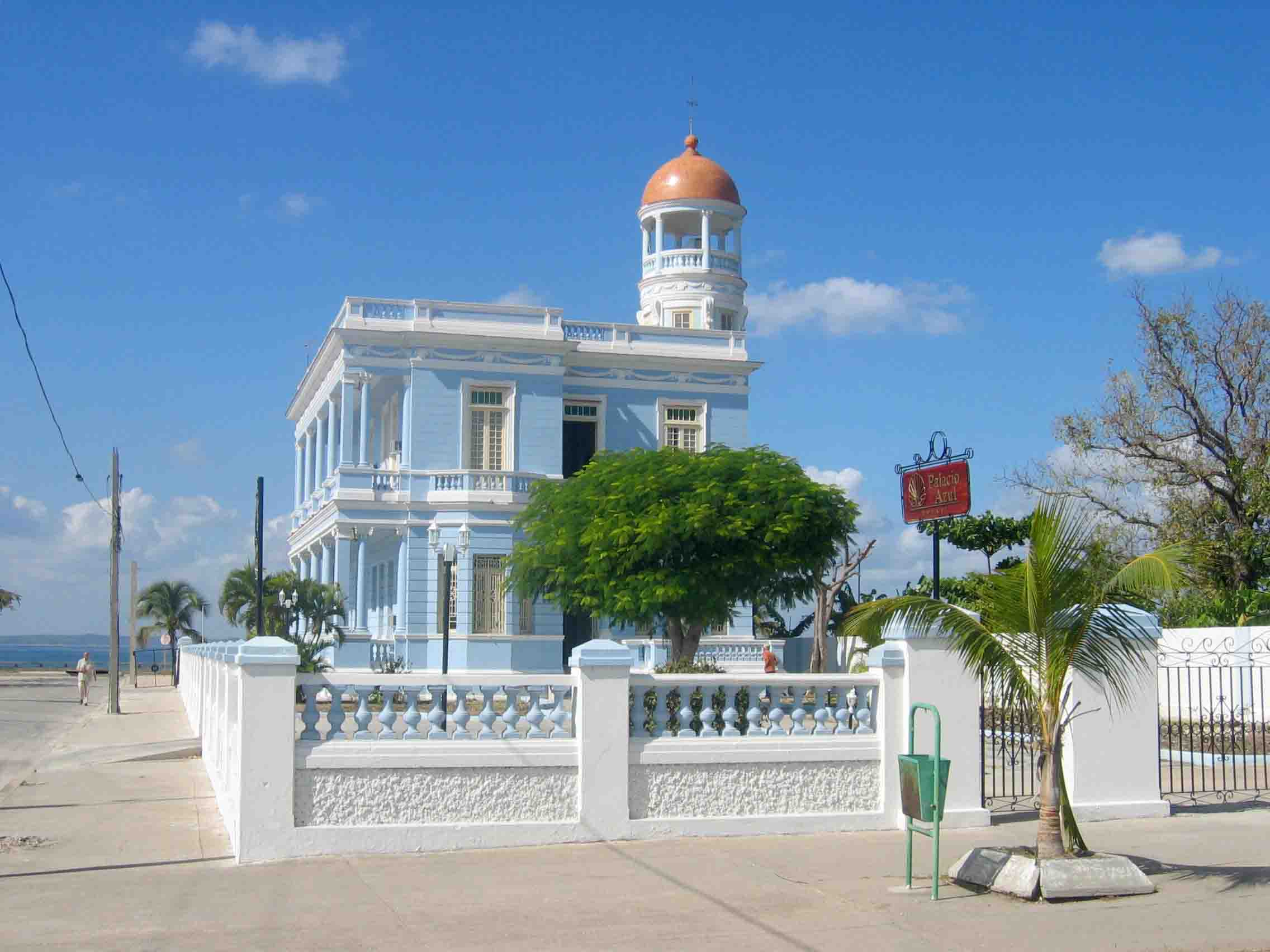
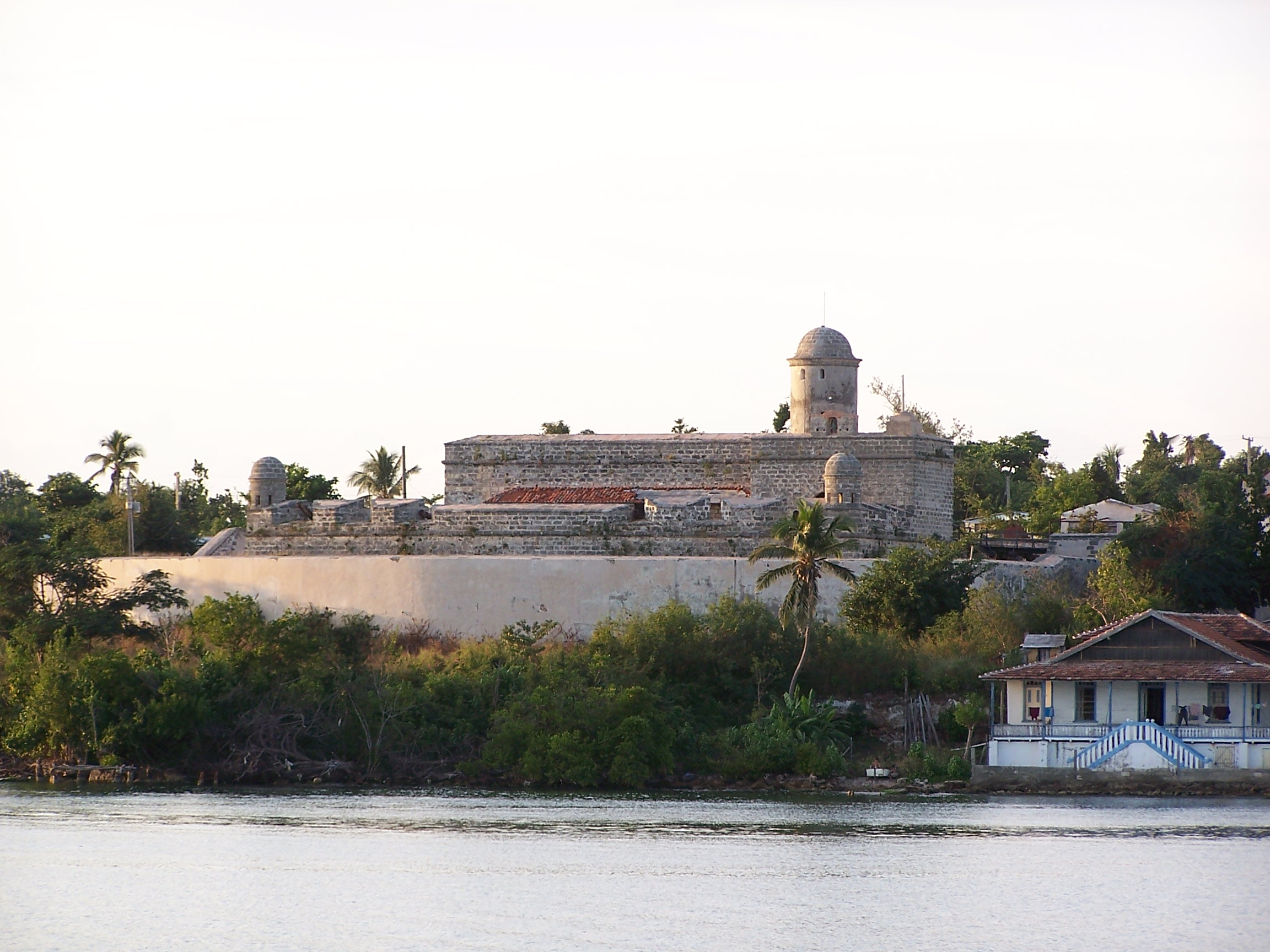